# Dolichos rhombifolius
Dolichos rhombifolius là một loài thực vật có hoa trong họ Đậu. Loài này được (Hayata) Hosok. miêu tả khoa học đầu tiên.